# Saksen-Anhalt
Saksen-Anhalt (Duits: Sachsen-Anhalt, Nedersaksisch: Sassen-Anholt) is een deelstaat in het midden van Duitsland met een oppervlakte van 20.459,12 km² en 2.180.684 inwoners (31 december 2020). De hoofdstad is Maagdenburg. Aangrenzende deelstaten zijn Nedersaksen in het noordwesten, Brandenburg in het noordoosten, Saksen in het zuidoosten en Thüringen in het zuidwesten.
Op 31 december 2018 had 4,96% van de inwoners een niet-Duits staatsburgerschap (108.131 inwoners) en hadden 745 inwoners het Nederlandse staatsburgerschap.

## Geschiedenis
Op 9 juli 1945 werden de Regierungsbezirken Maagdenburg en Merseburg van de voormalige Pruisische provincie Saksen en het land Anhalt door het Sovjet-bestuur samengevoegd. Het provinciale bestuur begon 23 juli 1945 in de provincie Saksen-Anhalt. Op 21 juli 1947 werd de provincie Saksen-Anhalt verheven tot Land Saksen-Anhalt. Reeds op 1 april 1945 was de Thüringse enclave Allstedt weer herenigd met de provincie Saksen. Op 1 februari 1946 werden de delen van het land Brunswijk, die binnen de Sovjetzone vielen, verbonden met Saksen-Anhalt: het oostelijk deel van het district Blankenburg in de Harz en de exclave Calvörde. Het Regierungsbezirk Erfurt bleef deel uitmaken van Thüringen. Sinds 1949 behoorde het land tot de Duitse Democratische Republiek. Op 25 juli 1952 werd het land Saksen-Anhalt opgeheven en opgedeeld in de districten Halle en Maagdenburg. Na de Duitse hereniging in 1990 werd de deelstaat hersteld.
In 2004 was Saksen-Anhalt de eerste Europese overheid die zich liet financieren door zogenaamde sukuk (islamitische 'effecten').

## Toerisme

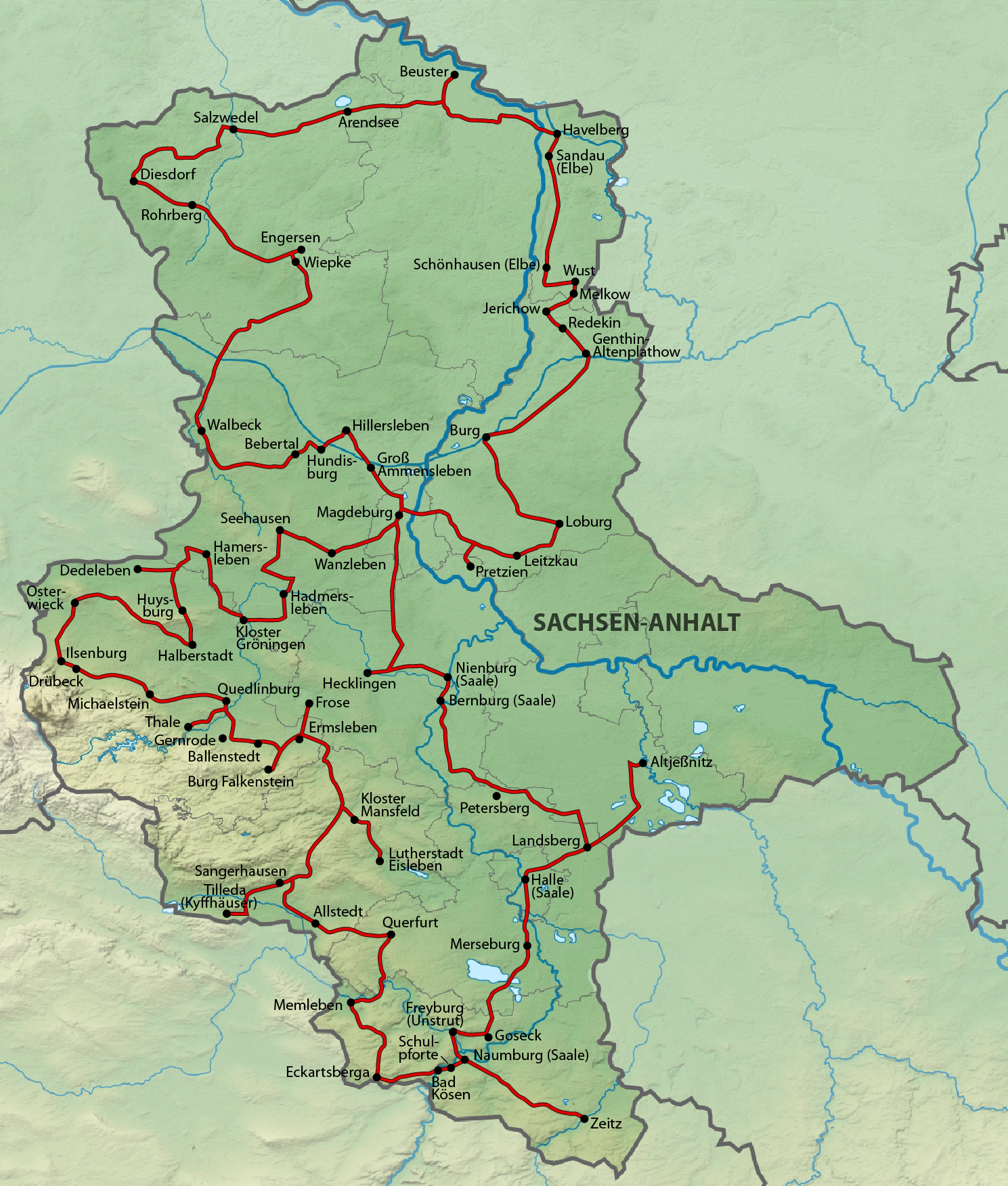
Kaart Straße der Romanik

Van 1991-1993 werd de toeristische auto- en fietsroute Straße der Romanik, onderdeel van de internationale Transromanica-route, uitgezet. Deze begint te Maagdenburg en is 1200 km lang. De route voert langs meer dan 80 locaties, waar zich nog romaanse kerk- of kloostergebouwen bevinden. Zie Duits- en Engelstalige website, ook met informatie over tijden en voorwaarden van klooster- of kerkbezichtigingen: www.strassederromanik.de.
De deelstaat is verder rijk aan toeristische fietsroutes, vooral langs de rivieren, o.a. de Elberadweg.

## Bestuurlijke indeling
Saksen-Anhalt is per 1 juli 2007 onderverdeeld in elf Landkreisen en drie kreisfreie Städte. Voor deze herindeling was Saksen-Anhalt in 21 Landkreisen en drie kreisfreie steden onderverdeeld

### Landkreise
- Altmarkkreis Salzwedel
- Anhalt-Bitterfeld
- Börde
- Burgenlandkreis
- Harz
- Jerichower Land
- Mansfeld-Südharz
- Saalekreis
- Salzlandkreis
- Stendal
- Wittenberg

### Kreisfreie Städte
1. Maagdenburg
2. Halle
3. Dessau-Roßlau

### Indeling tussen 1994 en 2007

Districten en stadsdistricten van Saksen-Anhalt tussen 1994 en 2007

Landkreise 
1. Altmarkkreis Salzwedel
2. Anhalt-Zerbst
3. Aschersleben-Staßfurt
4. Bernburg
5. Bitterfeld
6. Bördekreis
7. Burgenlandkreis
8. Halberstadt
9. Jerichower Land
10. Köthen
11. Mansfelder Land
12. Merseburg-Querfurt
13. Ohrekreis
14. Quedlinburg
15. Saalkreis
16. Sangerhausen
17. Schönebeck
18. Stendal
19. Weißenfels
20. Wernigerode
21. Wittenberg

 Kreisfreie Städte 
- Dessau
- Halle (Saale)
- Maagdenburg

## Politiek

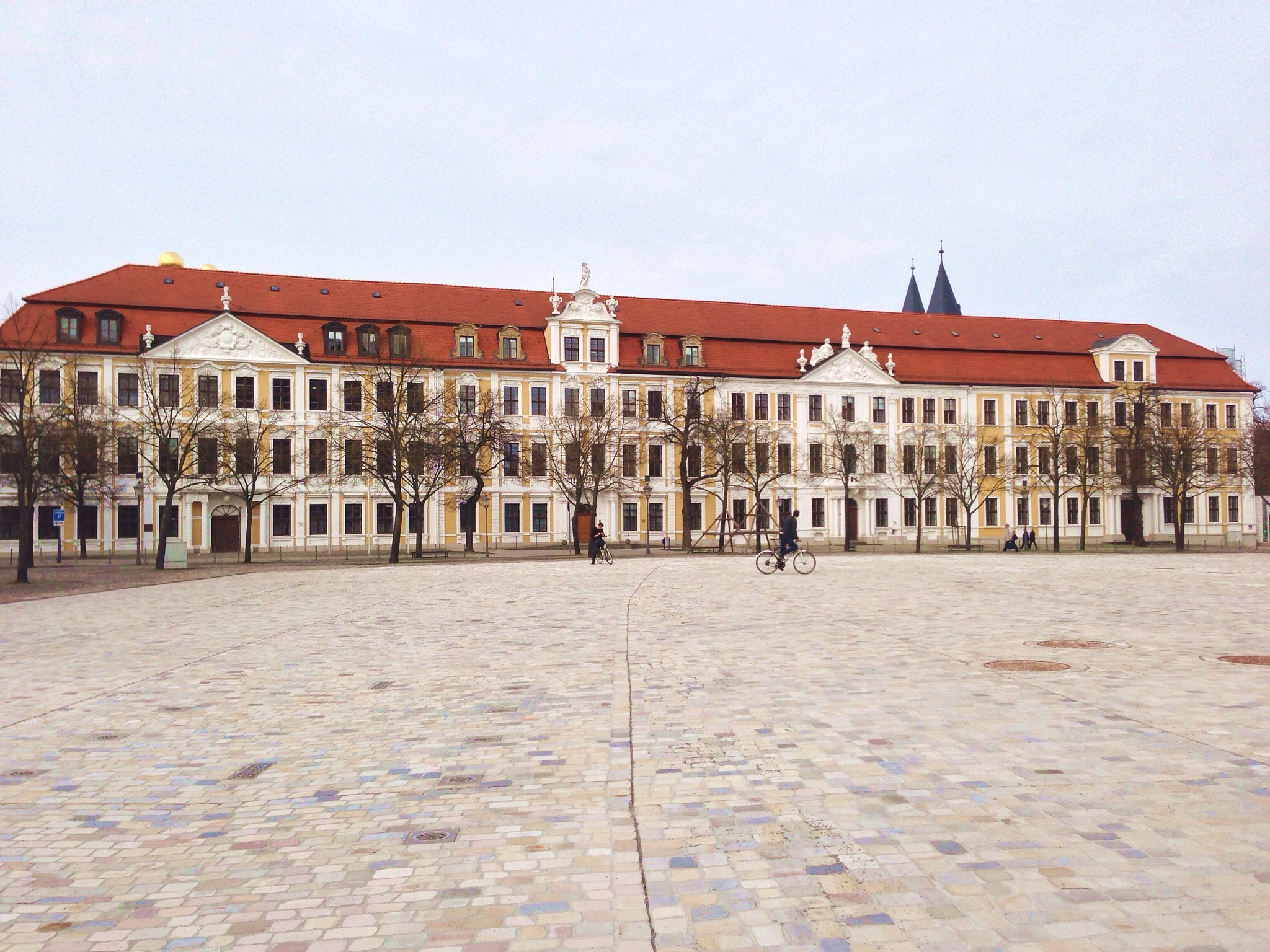
Het parlementsgebouw in Maagdenburg

### Parlement
De wetgevende macht van Saksen-Anhalt ligt in handen van de Landdag, die sinds 1990 gehuisvest is op de Domplatz in Maagdenburg. Sinds de meest recente verkiezingen in 2021 telt het parlement 97 zetels. Verkiezingen voor de Landdag vinden om de vijf jaar plaats (tot 2006 was dit om de vier jaar). De CDU is sinds 1990 vrijwel telkens de grootste partij van Saksen-Anhalt geweest; de enige uitzondering hierop vormde de periode 1998-2002, toen de SPD de meeste zetels bezat.
In 2016 lukte het de rechtspopulitische AfD voor het eerst in de Landdag te komen. Men won in één klap 24,3% van de stemmen en werd daarmee de tweede partij in het parlement. De andere partijen sloten samenwerking met de AfD uit.
Bij de verkiezingen van 2021 had de oude Kenia-coalitie tussen CDU, SPD en Bündnis 90/Die Grünen verder kunnen regeren, maar eerstgenoemde partijen kozen ervoor om met de FDP een coalitie te vormen. Deze Duitslandcoalitie staat onder leiding van minister-president Reiner Haseloff.
| Verkiezingsuitslag 2021 | Verkiezingsuitslag 2021 | Verkiezingsuitslag 2021 | Verkiezingsuitslag 2021 | Verkiezingsuitslag 2021 |
|                         | Partij                  | %                       | zetels                  | verschil                |
| ----------------------- | ----------------------- | ----------------------- | ----------------------- | ----------------------- |
|                         | CDU                     | 37,1%                   | 40                      | +10                     |
|                         | AfD                     | 20,8%                   | 23                      | –2                      |
|                         | Die Linke               | 11,0%                   | 12                      | –4                      |
|                         | SPD                     | 8,4%                    | 9                       | –2                      |
|                         | FDP                     | 6,4%                    | 7                       | +7                      |
|                         | Bündnis 90/Die Grünen   | 5,9%                    | 6                       | +1                      |
|                         | Freie Wähler            | 3,1%                    | 0                       | -                       |
|                         | Overigen                | 7,3%                    | 0                       | -                       |
|                         | Totaal                  | 100%                    | 97                      |                         |